# Karaczan surinamski
Karaczan surinamski (Pycnoscelus surinamensis) – gatunek prawdopodobnie pochodzi z krainy orientalnej. Powszechnie występuje w południowo-wschodnich USA, od Karoliny Północnej do Teksasu. Dorosłe osobniki są dość grube, mają 18-22 mm długości, posiadają błyszczące, brązowe skrzydła i czarny korpus. Gatunek ten jest kiepskim lotnikiem. 
Nimfy mają charakterystyczne, czarne, błyszczące przednie segmenty odwłoka podczas gdy segmenty końcowe są matowo-czarne i szorstkie. W Ameryce Północnej  ten gatunek jest nietypowy ponieważ rozmnaża się tam przez partenogenezę, wydając jedynie potomstwo żeńskie, wszędzie indziej znajdowane są zarówno samce jak i samice.
Ooteka ma 12-15 mm długości, jest słabo utwardzona i zawiera około 26 embrionów. Ooteki są trzymane w komorze narządów płciowych, z której nimfy wychodzą po około 35 dniach. Samice produkują średnio trzy ooteki i żyją około 10 miesięcy w laboratorium. Karaczan ten często ryje w stosach kompostu i poszyciu trawników.